# Nazionale maschile under 16 di pallacanestro dell'eSwatini
La nazionale di pallacanestro dell'eSwatini Under-16, è una selezione giovanile della nazionale di pallacanestro dell'eSwatini, ed è rappresentata dai migliori giocatori di nazionalità swati di età non superiore ai 16 anni.
Campionato africano maschile di pallacanestro Under-16 20094 Busiswa Magongo, 5 Tubuke Mwaisengela, 6 Sabelo Sandile Simelane, 7 Fanelesibonge Siphiwo Mashwama, 8 Mabhekiso Brendon Mdluli, 9 Mandlenkosi Sibusiso Nkambule, 10 Carlos Alberto Da Cunha, 11 Mncobi Masuku, 12 Milani Sive Ngubane, 13 Bonelelwe Khukelani Nkosephayo Makhanya, 14 Sibusiso Nkotozo Dlamini, 15 Ashton Henely Jr Rennie, 
| Cronologia completa delle presenze e dei punti in Nazionale - eSwatini | Cronologia completa delle presenze e dei punti in Nazionale - eSwatini | Cronologia completa delle presenze e dei punti in Nazionale - eSwatini | Cronologia completa delle presenze e dei punti in Nazionale - eSwatini | Cronologia completa delle presenze e dei punti in Nazionale - eSwatini | Cronologia completa delle presenze e dei punti in Nazionale - eSwatini | Cronologia completa delle presenze e dei punti in Nazionale - eSwatini | Cronologia completa delle presenze e dei punti in Nazionale - eSwatini |
| Data                                                                   | Città                                                                  | In casa                                                                | Risultato                                                              | Ospiti                                                                 | Competizione                                                           | Punti                                                                  | Note                                                                   |
| ---------------------------------------------------------------------- | ---------------------------------------------------------------------- | ---------------------------------------------------------------------- | ---------------------------------------------------------------------- | ---------------------------------------------------------------------- | ---------------------------------------------------------------------- | ---------------------------------------------------------------------- | ---------------------------------------------------------------------- |
| 23/05/2009                                                             | Harare                                                                 | Angola                                                                 | 132 - 31                                                               | eSwatini                                                               |                                                                        | -                                                                      | [ 2 ]                                                                  |
| 24/05/2009                                                             | Harare                                                                 | eSwatini                                                               | 35 - 117                                                               | Zambia                                                                 |                                                                        | -                                                                      | [ 3 ]                                                                  |
| 27/05/2009                                                             | Harare                                                                 | Sudafrica                                                              | 107 - 32                                                               | eSwatini                                                               |                                                                        | -                                                                      | [ 4 ]                                                                  |
| 27/05/2009                                                             | Harare                                                                 | eSwatini                                                               | 42 - 117                                                               | Zimbabwe                                                               |                                                                        | -                                                                      | [ 5 ]                                                                  |
| Totale                                                                 |                                                                        | Presenze                                                               | 4                                                                      |                                                                        | Punti                                                                  |                                                                        |                                                                        |